# X Factor (Italia)
X Factor es un programa de televisión italiano; versión local del talent show británico The X Factor. Las primeras cuatro ediciones se emitieron en Rai 2. A partir del 2011, el programa comenzó a transmitirse en directo por Sky Uno, tras la cancelación de Rai 2 debido a los altos costes de producción y a la adquisición del formato por parte de Sky Italia, que obtuvo los derechos exclusivos por ocho temporadas. Posteriormente, Sky prorrogó la transmisión hasta la temporada de 2022. 
Desde la undécima edición, RTL 102.5 se convirtió en la emisora oficial del programa, reemplazando a Radio Deejay.

## Presentadores
Durante las primeras cuatro ediciones (2008–2010), el programa fue conducido por Francesco Facchinetti. A partir de 2011 asumió la conducción Alessandro Cattelan, quien se mantuvo hasta la temporada 14. En la edición 15, el presentador fue Ludovico Tersigni y en 2022 la temporada 16 fue conducida por la cantante Francesca Michielin.

## Producción
Desde la séptima edición, la producción corre exclusivamente a cargo de Fremantle Italia, sin la participación de la productora Magnolia, que anteriormente se encargaba de las fases de selección.  

## Formato
X Factor Italia es una competencia musical entre jueces, cada uno a cargo de una categoría de concursantes. Hasta la tercera edición existían tres categorías y tres jueces. Desde la cuarta edición, se ampliaron a cuatro:
- Hombres de 16 a 24 años (categoría unificada en ediciones recientes)
- Mujeres de 16 a 24 años
- Mayores de 25 años
- Grupos

### Fases del programa
El programa se divide en varias etapas:
- X Factor On The Road (ediciones 8 en adelante)
- Casting (todas las ediciones)
- Audiciones: sin público (ediciones 1–4); con público (desde la edición 5)
- Bootcamp: sistema clásico (ediciones 1–7); Six Chair Challenge (ediciones 8–10); Five Chair Challenge (desde la edición 11)
- Home Visit: sin público (ediciones 1–12); con público (desde la edición 13)
- Live Shows (todas las ediciones)

Para avanzar en las audiciones, los aspirantes deben recibir una mayoría simple de votos positivos. En las fases siguientes, los concursantes son asignados a las categorías y jueces correspondientes, y tras una selección final en la fase "Home Visit", acceden a los shows en directo.
Durante los programas en vivo, los participantes se dividen en dos rondas. Al finalizar cada una, el concursante menos votado por el público entra en una ronda de eliminación (ballottaggio), en la que los jueces deciden quién continúa. En caso de empate, se recurre al mecanismo de desempate conocido como TILT, que consiste en un televoto de 200 segundos.

### Premio
El ganador obtiene un contrato discográfico por 300.000 euros con Sony Music. Además, en la tercera y cuarta edición, se incluía una participación directa en la categoría Big del Festival de Sanremo.

## Dirección artística
Hasta la undécima edición, la dirección artística estuvo a cargo de Luca Tommassini. Desde la duodécima edición, la responsabilidad recae en Simone Ferrari.

## Temporadas
| Season | Start                    | Finish                  | Ganador                  | Segundo lugar                       | Tercer lugar               | Cuarto lugar                 | Mentor ganador | Presentador           | Jueces (ordenados por posición) | Jueces (ordenados por posición) | Jueces (ordenados por posición) | Jueces (ordenados por posición) |
| ------ | ------------------------ | ----------------------- | ------------------------ | ----------------------------------- | -------------------------- | ---------------------------- | -------------- | --------------------- | ------------------------------- | ------------------------------- | ------------------------------- | ------------------------------- |
| 1      | 10 de marzo de 2008      | 27 de mayo de 2008      | Aram QuartetGroups       | Giusy FerreriOver 25s               | Emaniele Dabbono Over 25s  | Tony Maiello 16-24s          | Morgan         | Francesco Facchinetti | Mara                            | Morgan                          | Simona                          |                                 |
| 2      | 12 de enero de 2009      | 19 de abril de 2009     | Matteo BecucciOver 25s   | The Bastards Sons of Dioniso Groups | Jury Magliolo 16-24s       | Daniele Magro 16-24s         | Morgan         | Francesco Facchinetti | Mara                            | Morgan                          | Simona                          |                                 |
| 3      | 10 de septiembre de 2009 | 2 de diciembre de 2009  | Marco Mengoni16-24s      | Guilano Rassu Over 25s              | Yavanna Groups             | Silver 16-24s                | Morgan         | Francesco Facchinetti | Mara                            | Morgan                          | Claudia                         |                                 |
| 4      | 7 de septiembre de 2010  | 23 de noviembre de 2010 | NathalieOver 25s         | Davide Boys                         | Nevruz Joku Over 25s       | Kymera Groups                | Elio           | Francesco Facchinetti | Mara                            | Enrico                          | Anna                            | Elio                            |
| 5      | 20 de octubre de 2011    | 6 de enero de 2012      | Francesca MichielinGirls | I Moderni Groups                    | Antonella Lo Coco Over 25s | Nicole Tuzzi Girls           | Simona Ventura | Alessandro Cattelan   | Morgan                          | Simona                          | Arisa                           | Elio                            |
| 6      | 20 de septiembre de 2012 | 7 de diciembre de 2012  | Chiara GaliazzoOver 25s  | Ics Over 25s                        | Davide Merlini Boys        | Cixi Girls                   | Morgan         | Alessandro Cattelan   | Morgan                          | Simona                          | Arisa                           | Elio                            |
| 7      | 26 de septiembre de 2013 | 13 de diciembre de 2013 | Michele BraviBoys        | Ape Escape Groups                   | Violetta Zironi Girls      | Aba Overs                    | Morgan         | Alessandro Cattelan   | Morgan                          | Simona                          | Mika                            | Elio                            |
| 8      | 18 de septiembre de 2014 | 11 de diciembre de 2014 | Lorenzo FragolaBoys      | Madh Boys                           | Ilaria Rastrelli Girls     | Mario Gavino Garrucciu Overs | Fedez          | Alessandro Cattelan   | Morgan                          | Victoria                        | Mika                            | Fedez                           |
| 9      | 10 de septiembre de 2015 | 10 de diciembre de 2015 | GiosadaOvers             | Urban Strangers Groups              | Davide Shorty Overs        | Enrica Tara Girls            | Elio           | Alessandro Cattelan   | Elio                            | Skin                            | Mika                            | Fedez                           |
| 10     | 15 de septiembre de 2016 | 15 de diciembre de 2016 | Soul SystemGroups        | Gaia GozziGirls                     | Eva Pevarello Overs        | Roshelle Girls               | Alvaro Soler   | Alessandro Cattelan   | Manuel                          | Arisa                           | Alvaro                          | Fedez                           |
| 11     | 19 de octubre de 2017    | 4 de enero de 2018      | Lorenzo LicitraOvers     | MåneskinGroups                      | Enrico NigiottiOvers       | Samuel Storm Boys            | Mara Maionchi  | Alessandro Cattelan   | Manuel                          | Levante                         | Mara                            | Fedez                           |
| 12     | 6 de septiembre de 2018  | 13 de diciembre de 2018 | AnastasioBoys            | Naomi Rivieccio Overs               | Luna Melis Girls           | BowLand Groups               | Mara Maionchi  | Alessandro Cattelan   | Mara                            | Manuel                          | Asia                            | Fedez                           |
| 12     | 6 de septiembre de 2018  | 13 de diciembre de 2018 | AnastasioBoys            | Naomi Rivieccio Overs               | Luna Melis Girls           | BowLand Groups               | Mara Maionchi  | Alessandro Cattelan   | Mara                            | Manuel                          | Lodo                            | Fedez                           |
| 13     | 12 de septiembre de 2019 | 12 de diciembre de 2019 | Sofia TornambeneGirls    | Booda Groups                        | Sierra Groups              | Davide Rossi Boys            | Sfera Ebbasta  | Alessandro Cattelan   | Sfera                           | Mara                            | Malika                          | Samuel                          |
| 14     | 17 de septiembre de 2020 | 17 de diciembre de 2020 | CasadilegoGirls          | Little Pieces of Marmelade Groups   | N.A.I.P. Overs             | Blind Boys                   | Hell Raton     | Alessandro Cattelan   | Manuel                          | Mika                            | Emma                            | Hell                            |
| 15     | 16 de septiembre de 2021 | 16 de diciembre de 2021 | Baltimora                | Gianma\|ria                         | Bengala Fire               | Fellow                       | Hell Raton     | Ludovico Tersigni     | Manuel                          | Emma                            | Mika                            | Hell                            |
| 16     | 15 de septiembre de 2022 | 15 de diciembre de 2022 | TBA                      | TBA                                 | TBA                        | TBA                          | TBA            | Francesca Michielin   | Fedez                           | Dargen                          | Ambra                           | Rkomi                           |
| 17     | 14 de septiembre 2023    | 14 de diciembre 2023    | TBA                      |                                     |                            |                              |                |                       |                                 |                                 |                                 |                                 |
| 18     |                          |                         |                          |                                     |                            |                              |                |                       |                                 |                                 |                                 |                                 |

## X Factor – Il Processo
Durante las primeras ediciones transmitidas por Rai, se emitía un programa adicional titulado X Factor – Il Processo, un talk show conducido por Francesco Facchinetti, que se transmitía los sábados por la tarde alrededor de las 14:00 en Rai 2. El programa contaba con la participación de los vocal coach, el concursante eliminado más reciente, locutores de radio y colaboradores recurrentes como Benedetta Mazzini, Antonella Elia, Carlo Pastore y Pierpaolo Peroni. También incluía conexiones en directo con el loft donde residían los concursantes que seguían en competencia.
En la cuarta edición, se añadió el programa Extra Factor, emitido diariamente alrededor de las 18:50 y los sábados a las 18:10, también en Rai 2. Fue conducido por Francesco Facchinetti junto a Alessandra Barzaghi, y contó con colaboradores como Benedetta Mazzini, Antonella Elia, Carlo Pastore, Pierpaolo Peroni, Cristiano Malgioglio, Bruno Santori, Andrea Scanzi y Marco Balestri. La dirección estuvo a cargo de Enrico Rimoldi.

## Categorías
- Datos: Q4021680